# Acacia Avenue
Acacia Avenue è un cliché della cultura britannica, una metafora per indicare una strada cittadina della classe media. 
Ci sono almeno sessanta Acacia Avenues in Gran Bretagna, nove di loro nell'area urbana della Grande Londra.
In Canada, la residenza del leader dell'opposizione ufficiale è situata alla Acacia Avenue di Ottawa, in Ontario.

## Riferimenti culturali
- Gli Iron Maiden hanno registrato una canzone con titolo 22 Acacia Avenue sul loro terzo album The Number of the Beast. La più vicina Acacia Avenue alla loro città natale Leyton, East London è a Hornchurch (anche se c'è una Acacia Road a Leytonstone). Nel testo il riferimento è però ad una via nell'East End di Londra.
- Henry Cass ha diretto nel 1945 un film intitolato 29 Acacia Avenue.